# 陈诜 (清朝)
陈诜（1643年—1722年），字叔大，号实斋，浙江海宁盐官人。清朝政治人物。
康熙十一年举人。授官中书舍人。选吏科给事中。康熙四十三年，出任贵州巡抚。官至礼部尚书。以老歸里。父陈之问，兄弟刑部侍郎陈论、陳諴、陳訏、按察使副使陈谦等，子陈世倌。有《周易玩辞述》、《资治通鉴述》等。
作品
著有《周易玩辞述》、《诗经述》、《四书述》、《资治通鉴述》等。